# Mesabolivar cambridgei
Mesabolivar cambridgei is een spinnensoort uit de familie trilspinnen (Pholcidae). De soort komt voor in Brazilië. 